# Radu Oncescu
Radu Oncescu (nume complet Radu-Mihai Oncescu-Brotea; n. 8 aprilie 1991, Oltenița, județul Călărași) este un creator de conținut și expert în social media din România cunoscut la nivel internațional pentru activitatea sa în monitorizarea și analiza noilor funcționalități ale platformelor de socializare: Facebook, Instagram, Reddit, Threads, TikTok, WhatsApp, X (fostul Twitter) și YouTube.
Este colaborator constant al newsletter-ului internațional Geekout gestionat de Matt Navarra și Martin Bryant.
A fost intervievat în presa de specialitate cu privire la rolul platformelor de socializare în spațiul public românesc și internațional, respectiv citat de Business Insider cu privire la parteneriatul dintre TikTok și Google.

## Biografie
Radu Oncescu s-a născut în orașul Oltenița, județul Călărași. 
Este activ în mediul digital din 2010, iar din 2021 a pornit pe Substack #SoMeBites, un newsletter zilnic care acoperă atât mediul digital – AI, PPC advertising, publicitate (campanii de comunicare și reclame), search, social media și streaming –, dar și alte lucruri cool care apar pe internet – meme-uri, glume, tools, goluri din UCL, funny tiktoks.

## Conținut
Radu Oncescu se remarcă prin comentarii și analize despre schimbările pe care rețelele de  socializare le operează atât prin testarea de noi opțiuni, cât și la nivel de algoritm. Este frecvent citat în publicațiile internaționale de specialitate în contextul testelor efectuate atât de companiile care dețin platformele de socializare, cât și Google (Google Search).
Este activ în principal Bluesky, Threads și X (fostul Twitter), unde postează zilnic cele mai recente opțiuni pe care companiile care dețin platformele de socializare și alte aplicații – Meta, Google, X, TikTok, LinkedIn – le dezvoltă, le testează sau le lansează la nivel local (România), regional (Uniuniea Europeană) și internațional.
Radu explică noile funcții într-un limbaj accesibil specialiștilor din marketing și comunicare, respectiv jurnaliștilor care activează în zona de tehnologie atât pe platformele de socializare, cât și în newsletter-ul pe care îl gestionează, #SoMeBites.
Conținutul creat din 2021 și până în prezent de Radu Oncescu a generat peste 300 de prezențe în publicațiile internaționale de specialitate.

## Parteneriatul TikTok–Google
În septembrie 2023, Radu Oncescu a semnalat apariția unui test efectuat de TikTok care presupunea o integrare directă cu Google Search prin afișarea unei căsuțe de dialog în cadrul interfeței de căutare TikTok. Comentariile și observațiile sale au fost preluate în mai multe publicații internaționale importante precum 9to5Google, Android Central, Business Insider, Digital Information World, Mashable, Performance Marketing World, Search Engine Land, Social Media Today, Techcrunch, The Drum, The Verge.
Contactată de publicația Business Insider, TikTok US Ltd. a confirmat testul efectuat.

## TikTok-uri de 30 de minute
Radu Oncescu a identificat în ianuarie 2024 un indiciu important cu privire extinderea de către TikTok a duratei clipurilor în urma unui test efectuat pe aplicația pentru Android la nivel global cu un număr de limitat de utilizatori. Descoperirea sa s-a bazat pe un in-app banner afișat de companie în aplicație care anunța posibilitatea de a încărca clipuri de 30 de minute, o schimbare majoră față de limitele anterioare.
Pentru a documenta acest indiciu, Radu Oncescu a realizat un screenshot al bannerului din aplicație. Imaginea a fost ulterior preluată și distribuită de cunoscutul expert în social media Matt Navarra, fapt ce a contribuit la răspândirea rapidă a informației către comunitatea internațională de specialiști în comunicare și marketing. Captura de ecran a fost privită ca o dovadă convingătoare a unei funcționalități aflate în faza de testare limitată.
Descoperirea lui Oncescu a fost reflectată în mai multe publicații de profil, devenind o știre în presă de specialitate internațională și locală. Această posibilă extindere a duratei clipurilor video pe TikTok a generat un val de reacții din partea creatorilor de conținut, specialiștilor în marketing digital și analiștilor media, fiind interpretată drept un semnal că platforma explorează mai serios conținutul de tip long-form, într-o strategie de apropiere de modelul YouTube.